# Papicha
Papicha, también conocida como Papicha: Niña Hermosa y Papicha: Sueños de libertad, es una película dramática de 2019 dirigida por Mounia Meddour, escrita por Meddour y Fadette Drouard, y protagonizada por Lyna Khoudri, Shirine Boutella, Marwan Fares, Hilda Amira Douaouda, y Yasin Houicha. Ambientada en Argelia durante la guerra civil, la película se enfoca en Nedjma, una joven estudiante que decide organizar un desfile de moda.
Se proyectó en la sección Un Certain Regard en el Festival de Cine de Cannes 2019, tuvo su estreno en el 64° Semana Internacional de Cine de Valladolidy fue seleccionada como la entrada argelina para la Mejor Película internacional en los Premios Oscar, pero no fue nominada.

## Sinopsis
Argelia, años 90. Nedjma, de 18 años, estudiante alojada en la ciudad universitaria de Argel, sueña con convertirse en estilista y se niega a que los trágicos sucesos de la guerra civil argelina entre el gobierno y grupos islamistas armados, la llamada "Década Negra" de Argelia en los años 90, le impidan llevar una vida normal y salir por la noche con su amiga Wassila. Es de clase trabajadora y para ella la universidad es un espacio de libertad lejos de casa. 
Sueña con convertirse en una prestigiosa modista, pero la falta de recursos y el aumento de la amenaza de libertades en la Argelia de los años 90 por parte de los fundamentalistas islámicos le obligan a malvender las prendas que diseña a hurtadillas. Su única preocupación es vivir el momento junto a sus amigas y disfrutar de la vida a pesar del conflicto armado que les rodea. Al caer la noche, se escurre entre las redes del alambrado de la ciudad con sus mejores amigas para acudir a la discoteca donde vende sus creaciones a las ‘papichas’, las jóvenes argelinas. Su amiga Kahina quiere irse a Canadá. Wassila es más sentimental y Samira es religiosa.
La situación política y social del país sigue empeorando (el conflicto terminó con la victoria del gobierno tras la rendición del Ejército Islámico de Salvación y la derrota de 2002 del Grupo Islámico Armado). Nedjma se niega a aceptar las prohibiciones de los integristas musulmanes y decide luchar por su libertad e independencia organizando un desfile de moda.

## Producción
La ópera prima de Meddour está inspirada en su vida en Argel previo a su exilio a los 18 años, ya que su padre estaba en la lista negra del gobierno.

## Reparto
- Lyna Khoudri como Nedjma 'Papicha'.
- Shirine Boutella como Wassila.
- Amira Hilda Douaouda como Samira.
- Yasin Houicha como Mehdi.
- Zahra Manel Doumandji como Kahina.
- Nadia Kaci como Madame Kamissi.
- Meryem Medjkane como Linda.
- Marwan Zeghbib como Karim.
- Aida Ghechoud como saliha.
- Samir El Hakim como Mokhtar.
- Khaled Benaïssa como Abdellah.
- Abderrahmane Boudia como el profesor.

## Premios y reconocimientos
| Año  | Premio                                       | Categoría                                        | Nominación     | Resultado |
| ---- | -------------------------------------------- | ------------------------------------------------ | -------------- | --------- |
| 2019 | Festival de Cannes                           | Un Certain Regard                                | Mounia Meddour | Nominada  |
| 2019 | Premios César                                | Mejor ópera prima                                | Papicha        | Ganadora  |
| 2019 | Premios César                                | Mejor actriz revelación                          | Lyna Khoudri   | Ganadora  |
| 2019 | Prix Alice Guy                               | Mejor película francófona dirigida por una mujer | Mounia Meddour | Ganadora  |
| 2019 | Festival Internacional de Cine de Valladolid | Mejor Película                                   | Papicha        | Nominada  |
| 2019 | Festival Internacional de Cine de Valladolid | Mejor Nueva Dirección                            | Mounia Meddour | Ganadora  |
| 2019 | Festival Internacional de Cine de Valladolid | Mejor Película - Premio de la Audiencia          | Papicha        | Ganadora  |
| 2019 | Festival Internacional de Cine de Valladolid | Puento de Encuentro                              | Mounia Meddour | Ganadora  |
| 2019 | Festival de Cine de Cartago                  | Tanit D'Or                                       | Mounia Meddour | Nominada  |